# Raczik Awakow
Raczik Awakow (ros. Рачик Мамиконович Аваков, Raczik Mamikonowicz Awakow; ur. w 1925) – radziecki ekonomista.

## Życiorys
W 1951 ukończył Moskiewski Państwowy Instytut Stosunków Międzynarodowych, od 1956 był pracownikiem, a od 1984 kierownikiem wydziału Instytutu Światowej Ekonomii i Stosunków Międzynarodowych; od 1976 doktor nauk ekonomicznych .

## Wybrane prace
Prace z dziedziny problemów socjalno-ekonomicznych krajów arabskich Afryki Północnej, w tym książki:
- „Francuzskij monopolisticzeskij kapitał w Siew. Afrikie” (1958);
- „Razwiwajuszczijesia strany: nauczno-tiechniczeskaja riewolucyja i problema niezawisimosti” (1976)[1] .